# Rainer Theodor Schmitz
Rainer Theodor Schmitz (* 1. November 1965 in Frankfurt am Main; † 11. September 2022 in Hamburg) war ein deutscher Komponist und Kirchenmusiker.

## Leben
Schmitz erlernte Klavier, Komposition und Violoncello, bevor er sein Vorstudium im Fach Orgel am Wiesbadener Konservatorium absolvierte. Von 1987 bis 1992 studierte er evangelische Kirchenmusik an der Hochschule für Musik Freiburg im Breisgau.
Es folgten Konzertreisen als Organist innerhalb Deutschlands, nach Frankreich, Italien und in die Vereinigten Staaten von Amerika. Als Dirigent arbeitete er von 1993 bis 2010 mit der Chorgemeinschaft der Dresdner Bank Hamburg und seit 2000 mit dem Konzertchor Buchholz. Seit 1992 war er Kantor der Dreifaltigkeitsgemeinde Hamburg-Harburg, seit 2006 Kantor an der St. Trinitatisgemeinde Hamburg-Harburg. 2007 wurde er zum Kreiskantor der Propstei Harburg im Kirchenkreis Hamburg-Ost und 2008 zum Regionalkantor für die Harburger Innenstadt berufen.
Als Komponist schrieb er für den Posaunenchor Harburg 2004 eine Sonata da Chiesa und 2008 die Symphonia angelorum, für The Dana School of Music der Youngstown State University 2005 ein Konzert für Klavier und symphonische Blasorchester und auf Einladung des Verbandes der Kirchenmusikerinnen und Kirchenmusiker in der Nordelbischen Evangelisch-Lutherischen Kirche eine Kleine Toccata für den Sammelband Gott ist mein Lied. Im Rahmen seiner kirchenmusikalischen Praxis entstanden Psalmvertonungen und der Kantatenzyklus zur Architektur der St. Johanniskirche Harburg Glaubenszeichen.
Schmitz lebte und arbeitete in Hamburg. Er starb am 11. September 2022 an den Folgen einer Krebserkrankung.

## Werke
- Der 148. Psalm, Soli, Chöre, Posaunenchor, Schlagwerk und Orgel (2000)
- Scena capricciosa, sieben Blockflöten (2003)
- Sonata da Chiesa, Posaunenchor und Schlagwerk (2004)
- Hymnus, Konzert für Klavier und symphonisches Blasorchester (2005)
- Des Herren Hand kam über mich, Kantate für Soli, Chor und Orchester (2005)
- Symphonia angelorum[2], Posaunenchor und Schlagwerk (2008)
- Herbst, sechs Lieder für gemischten Chor a cappella (2009)
- Der 90. Psalm[3], gemischter Chor und Orchester (2009)
- Canti veneziani, Mezzosopran und Orchester (2011)
- Glaubenszeichen, Kantatenzyklus für Soli, Chor und Orchester (2012), darin:
- Der Weg, Kantate für Soli, Chor und Orchester (2012)
- Der Stein[4], Kantate für Soli, Chor und Orchester (2012)
- Das Kreuz, Kantate für Soli, Chor und Orchester (2012)
- Das Licht, Kantate für Soli, Chor und Orchester (2012)
- Canti veneziani, Mezzosopran und Klavier (2013)[5]
- Wiener Totentanz[6] für Soli, Chor und Orchester (2015)[7]
- Drei Oden von Friedrich Gottlieb Klopstock für Bariton, Harfe, Chor und Streichorchester